# Замок Хохбург (Эммендинген)
Замок Хохбург (Гохберг, либо Хохберг), также известный как Замок Хахберг — руины средневекового замка в швабском городе (близ) Фрейбурга в федеральной земле Баден-Вюртемберг. 
После Гейдельбергского замка — это второй по размеру замок в Бадене. Является родовым замком маркграфов Баден-Хахбергских (Баден-Гохберг, Гохберг).

## Название
Происхождение названия замка остаётся во многом невыясненным, и согласно распространённой гипотезе, произведено от Hacho, имени одного из сподвижников Карла Великого, получившего здесь надел. Эта теория опирается, во многом, на памятную надпись времён баден-дурлахского маркграфа Карла II и на раннюю форму (например, в документе 1161 года) названия замка — Castro Hahberc.
Очевидно только, что основатели и позднейшие владельцы замка использовали название замка для собственного поименования: так, одна из побочных линий Баденского дома носила титул фон Хахберг (=Хахбергских), в других источниках маркграфы, боковая ветвь баденского Церингенского дома — фон Гохберг (нем. Hochberg).
Изменение изначальной формы «Хахберг» на Хохберг произошло, видимо, сперва во французских документах, относящихся к маркграфам Хахберг-Заузенбергским, которые в XV в. были также графами Нойенбургскими.
Имя и титул Хахбергских не исчез совсем с пресечением рода Баден-Хахберг (Баден-Гохберг), но появляется снова в 1787 году в связи с повторной свадьбой (морганатический брак) баденского маркграфа Карла Фридриха с Луизой Каролиной Гейер фон Гейерсберг (Luise Karoline Freiin Geyer von Geyersberg), которой по этому поводу был присвоен титул имперской графини фон Хохберг.

## Исторический очерк
Предположительно Хохбург был построен во второй половине XII в. Дитрихом фон Эммендингеном, который впоследствии называл себя «фон Хахберг». Первое письменное упоминание замка встречается, однако, лишь в 1127 г.
Дальнейшая история плохо известна, но на основании ряда свидетельств можно заключить, что последний представитель рода фон Хахберг продал свой замок и все владения Церингенам, думая тем самым финансировать своё участие во Втором крестовом походе (1147—1149).
Документ об основании аббатства Тенненбах, датированный 1161 г., называет владельцем замка уже баденского маркграфа Германа IV. С разделом маркграфства между его сыновьями Германом V и Генрихом I в 1212 г. замок Хахберг стал резиденцией маркграфов Баден-Хахберг, одной из побочных линий Баденского дома.
В 1415 г. Бернхард I из основной линии баденских маркграфов выкупил владение Хахберг у своего бездетного и обременённого долгами родственника Отто II Баден-Хахбергского, последнего из своего рода.
Укреплённый, в XV и в XVI вв. Хахберг успешно противостоял конфликтам времени: войне Верхнерейнского союза городов против Бернхарда I в 1424 г. и Крестьянской войне 1525 г.
В 1553 г. при баден-дурлахском маркграфе Карле II замок был значительно расширен и превращён в крепость. При Георге Фридрихе вокруг замка на холме дополнительно были возведены семь мощных бастионов.
В Тридцатилетней войне замок Хахберг был осаждаем с 1634 по 1636 гг., и после капитуляции гарнизона разрушен. По окончании войны он был восстановлен после 1660 г. в правление Фридриха VI.
Однако уже в 1681 г. замковые укрепления были вновь снесены, на этот раз самим Баденом, который тем самым следовал условиям Нимвегенского мирного договора, завершившего неудачную для Священной Римской империи Голландскую войну и в итоге которой Франции отошёл, в том числе, город Фрайбург-в-Брайсгау.
Три года спустя сильный пожар уничтожил сохранявшийся до тех пор нетронутым жилой Верхний замок, и, наконец, в 1688 г. разрушение довершили французские войска, взорвавшие последние укрепления.
В конце XIX в. руины замка были расчищены и укреплены во избежание полного обрушения здания.
С 1971 г. постепенной реставрацией на добровольческой основе занимается Общество по сохранению руины Хохбург, которое с 2007 г. является также арендатором всего сооружения.

## Современное использование
Замок, находящийся под управлением «Государственных замков и парков Баден-Вюртемберга», открыт для свободного посещения. С 1991 г. в подвалах Верхнего замка действует небольшой музей.